# Jodhaa Akbar
Jodhaa Akbar es una película de 2008 dirigida por Ashutosh Gowariker.

## Sinopsis
Jodhaa Akbar es una historia de amor del siglo XVI sobre un matrimonio político de conveniencia entre un emperador de Mughal, Akbar, y una princesa de Rajput, Jodhaa.
El éxito político no tuvo límites para el emperador Akbar (Hrithik Roshan). Después de haber asegurado el Hindu Kush, su imperio se extendía desde Afganistán hasta la Bahía de Bengala, en el río Narmada. A través de una mezcla astuta de diplomacia,  intimidación y fuerza bruta, Akbar ganó la lealtad de los Rajput. Esta lealtad no era universal. Pero poco sabía Akbar que cuando se casó con Jodhaa (Aishwarya Rai), una princesa de Rajput de fuego, con el fin de fortalecer aún más sus relaciones con los Rajput, en realidad se embarcarba en un nuevo viaje - el viaje del amor verdadero. La hermosa hija del rey Bharmal de Amer, Jodhaa, fue en un principio prometida a otro rey Rajput y su dote era la corona de su padre, que pasaría a ese rey Rajput, después de su muerte. A través de esta disposición, el hijo del hermano mayor del rey, rechaza su legítimo trono. Pero entonces el Imperio mogol planea atacar Amer. El rey, con resentimiento, ofrece la mano de su hija al propio emperador para evitar la guerra. Jodha esta resentída por completo por reducirse a un simple peón político en este matrimonio de alianza. Akbar está de acuerdo con el matrimonio, ya que le permitirá presenciar una verdadera alianza fuerte y la paz duradera entre el imperio y rajputs. Después de la boda, el mayor reto de Akbar ahora radica en ganar el amor de Jodhaa - un amor oculto debajo de resentimiento y prejuicio extremo.
Después de su matrimonio, Jodhaa Akbar no permite que la toque y mucho menos consumar el matrimonio. Herido, Akbar respeta sus sentimientos y duerme en otro lugar. Antes del matrimonio, sin embargo, Jodhaa escribe una carta a Surajmal, su primo (al que ve como su propio hermano) rogándole que venga a rescatarla del matrimonio. Sin embargo, ella no la envía. Jodhaa comparte toda su miseria con su madre, quien le dice que envíe una criada en su lugar. Jodhaa responde que sería engañar a Akbar y dar una mala impresión de los Rajput. Entonces, su madre le da un frasco de veneno y le dice que lo utilice si surge la necesidad, aunque ella dice que si es así, su familia sería devastada, ya que la quieren mucho. Jodhaa lo mantiene con sus pertenencias que se va a llevar junto a la cartay el Rakhi (hilo sagrado) que pensaba enviar a Sujamal.
Un rato después, Akbar ordena una fiesta en honor de Jodhaa. Jodhaa decide que va a cocinar para él y se inicia. Sin embargo, el Maha Manga, nodriza de Akbar (al que respeta como madre y sitúa por encima de su verdadera madre y le da un lugar en la corte) escucha y le dice a Jodhaa que no debería tratar de obtener su respeto o el amor al ser de diferente religión. Jodhaa responde que ella es su esposa y el trabajo de una mujer es cocinar para su marido.Siente agradecimiento por tratarla con el respeto que se merece, y por no haberla forzado a estar con él la noche de bodas.

## Elenco
- Hrithik Roshan como Jalaluddin Mohammad Akbar.
- Aishwarya Rai como Rajkumari Jodhaa.
- Sonu Sood como Rajkumar Sujamal.
- Kulbhushan Kharbanda como Raja Bharmal.
- Suhasini Mulay como Rani Padmawati.
- Raza Murad como Shamsuddin Atka Khan.
- Poonam Sinha como Mallika Hamida Banu.
- Rajesh Vivek como Chugtai Khan.
- Pramod Moutho como Todar Mal.
- Ila Arun como Maham Anga.
- Surendra Pal como Rana Uday Singh.
- Visshwa Badola como Saadir Adaasi.
- Prathmesh Mehta como Chandrabhan Singh.
- Shaji Chaudhary como Adham Khan.
- Manava Naik como Neelakshi.
- Disha Vakani como Madhavi.
- Abeer Abrar como Bakshi Banu Begum.
- Indrajit Sarkar como Maheshdas / Birbal.
- Aman Dhaliwal como Rajkumar Ratan Singh.
- Nikitin Dheer como Sharifuddin Hussain.
- Pradeep Sharma como Sheikh Mubarak.
- Balraj como Raja Balraj Singh.
- Sudhanshu Hakku como Raja Shimalgarh.
- Digvijay Purohit como Rajkumar Bhagwan Das.
- Yuri Suri como Bairam Khan.
- Sayed Badrul Hasan como Mullah Do Pyaaza.
- Dilnaaz Iraní como Salima.
- Tejpal Singh Rawat como Ni'Mat.
- Shehzor Ali como Raja Hemu.
- Ulhas Barve como Raja Mankeshwar.
- Jassi Singh como Raja Bhadra.
- Raju Pandit como Raja Bhaati.
- Bharat Kumar como Raja Chauhan.
- Rajiv Sehgal como Raja Viraat.
- Gurmmeet Singh como Raja Shundi.